# 托比·科利爾
托比·科利爾（英語：Toby Collyer，2004年1月3日—），英格蘭足球運動員，司職中場，現效力英冠球隊西布朗（曼聯外借）。

## 外部連結
- Soccerway資料庫：托比·科利爾